# Chloroclystis subtrita
Chloroclystis subtrita là một loài bướm đêm trong họ Geometridae.